# Бела Егреши
Бела Егреши (мађ. Egresi Béla, Englert; Чепел, 11. мај 1922 — Будимпешта, 10. јун 1999) је био мађарски интернационални фудбалер, играо је на позицији нападача, играо за Кишпешт и ФК Ујпешт, као и 23 пута играо за фудбалску репрезентацију Мађарске између 1943. и 1953. године.

## Каријера

### Клубови
Од 1955. био је играч Вереш Метеора, а касније ФК Еђетертеш

### Репрезентација
Између 1943. и 1953. у репрезентацији је наступио 23 пута и постигао 10 голова. Трострука репрезентација Будимпеште (1945–48, 1 гол), три пута играо за Б репрезентацију (1950–53).

## Остварења

### Клуб
- НБ I:  
  - шампион: 1946/47.
  - 3.: 1950-јесен, 1951.
- Одличан спортиста Мађарске Народне Републике (1951)[3]
- Ујпештов члан Куће славних: 1985.

### Репрезентација
- Европски куп: 1
  - победник : 1953